# 4328 Valina
4328 Valina је астероид главног астероидног појаса са средњом удаљеношћу од Сунца која износи 2,302 астрономских јединица (АЈ).
Апсолутна магнитуда астероида је 13,9.